# Wapen van Koudum

Wapen van Koudum

Het wapen van Koudum is het dorpswapen van het Nederlandse dorp Koudum, in de Friese gemeente Súdwest-Fryslân. Het wapen werd in de huidige vorm in 1994 geregistreerd.

## Geschiedenis
Het wapen was reeds langer bekend, maar werd in 1994 geregistreerd. Aan het wapen werd een vrijkwartier toegevoegd met een zogenaamde "leidster". Deze duidt op de functie van Koudum als hoofdplaats van de voormalige gemeente Hemelumer Oldeferd.

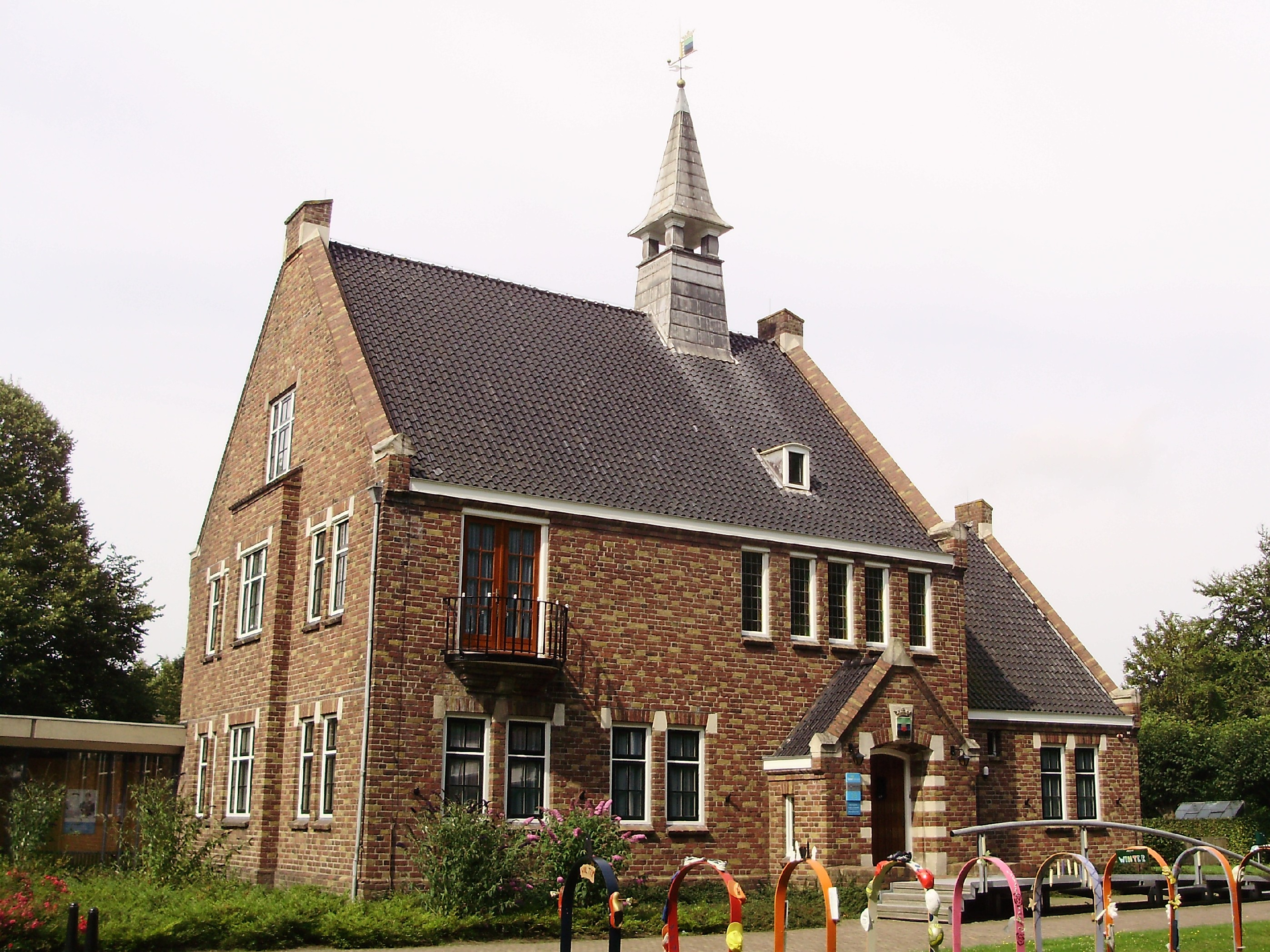
Het voormalige gemeentehuis van Hemelumer Oldeferd in Koudum.

## Beschrijving
De blazoenering van het wapen luidt als volgt:
In goud twee dwarsbalken van keel en een vrijkwartier van azuur, beladen met een ster van goud.
De heraldische kleuren zijn: goud (goud), keel (rood) en azuur (blauw).

## Zie ook

Vlag van Koudum